# آیکوت ارچتین
آیکوت ارچتین (انگلیسی: Aykut Erçetin؛ زادهٔ ۱۴ سپتامبر ۱۹۸۲) بازیکن فوتبال اهل ترکیه است.
از باشگاه‌هایی که در آن بازی کرده‌است می‌توان به باشگاه فوتبال گالاتاسرای، باشگاه فوتبال اشتوتگارت، و باشگاه فوتبال چای‌کار ریزه‌اسپور اشاره کرد.